# هملت (فیلم ۱۹۹۶)
هملت (به انگلیسی: Hamlet) فیلمی تاریخی و حماسی بریتانیایی محصول سال ۱۹۹۶ است که بر پایهٔ نمایشنامهٔ تراژدی هملت، شاهزادهٔ دانمارک اثر ویلیام شکسپیر ساخته شده است. این فیلم به کارگردانی و نویسندگی کنت برانا ساخته شد و خود او نیز نقش اصلی یعنی شاهزاده هملت را بازی می‌کند. از دیگر بازیگران اصلی فیلم می‌توان به دریک جاکوبی در نقش شاه کلادیوس، جولی کریستی در نقش گرترود (مادر هملت)، کیت وینسلت در نقش او فیلیا، مایکل مالونی در نقش لائرت، ریچارد بری‌یرز در نقش پولونیوس و نیکلاس فارل در نقش هوراشیو اشاره کرد. بازیگران شناخته‌شدهٔ دیگری همچون رابین ویلیامز، ژرار دوپاردیو، جک لمون، بیلی کریستال، روفوس سوئل، چارلتون هستون، ریچارد آتنبورو، جودی دنچ، جان گیلگد و کن داد نیز در این فیلم حضور دارند..
این فیلم نخستین نسخهٔ سینمایی کامل و بدون حذف از نمایشنامهٔ هملت است و مدت زمان آن بیش از چهار ساعت است. گرچه فضای داستان به قرن نوزدهم منتقل شده، اما زبان نمایشی آن همچنان انگلیسی الیزابتی باقی مانده است. صحنه‌های بیرونی قلعه الزینور در کاخ بلنهایم و صحنه‌های داخلی در استودیوی شپرتون فیلم‌برداری شده‌اند. «هملت» آخرین فیلم داستانی بزرگ بود که به‌طور کامل بر روی نگاتیو ۷۰ میلی‌متری فیلم‌برداری شد؛ تا این‌که در سال ۲۰۱۱، فیلم مستند سمسارا (۲۰۱۱) منتشر شد.
نسخهٔ کنت برانا از «هملت» به‌عنوان یکی از بهترین اقتباس‌های سینمایی از آثار شکسپیر شناخته می‌شود. با این حال، به‌دلیل اکران محدود، فیلم از نظر گیشه موفق نبود و با بودجهٔ ۱۸ میلیون دلاری، کمتر از ۵ میلیون دلار فروش داشت. این فیلم نامزد چهار جایزهٔ اسکار در شصت‌ونهمین دورهٔ جوایز اسکار شد: بهترین طراحی صحنه (تیم هاروی)، بهترین طراحی لباس (الکساندرا بیرن)، بهترین موسیقی متن (پاتریک دویل) و بهترین فیلم‌نامه اقتباسی (کنت برانا).

## خلاصه داستان
هملت (کنت برانا)، پسر پادشاه دانمارک را به زادگاهش فرا می‌خوانند تا در مجلس ختم پدر و مراسم ازدواج مادرش (جولی کریستی) با عمویش (درک جاکوبی) شرکت کند. هملت که پی برده عموی منفورش پدرش را به قتل رسانده، ابتدا خود را به دیوانگی می‌زند…

## مشروح داستان
شاهزاده هملت، شاهزادهٔ دانمارک، پسر شاه هملت (که به‌تازگی درگذشته) و برادرزادهٔ شاه کلادیوس است؛ کلادیوس، برادر شاه هملت و جانشین او، به‌سرعت با بیوهٔ شاه هملت، گرترود، که مادر هملت است، ازدواج کرده و تاج و تخت را تصاحب کرده است. دانمارک با نروژ همسایه، دشمنی دیرینه دارد؛ در نبردی سال‌ها پیش، شاه هملت، شاه فورتینبراس نروژ را کشت. با وجود شکست نروژ و رسیدن تاج‌وتخت آن به برادر بیمار شاه فورتینبراس، دانمارک بیم دارد که پسر او، شاهزاده فورتینبراس، قصد حمله داشته باشد.
شبی سرد، در باروی السنور، نگهبانان کاخ برناردو و مارسلوس دربارهٔ شبحی که شبیه شاه هملت است و به‌تازگی دیده‌اند، صحبت می‌کنند و هوراشیو، دوست هملت، را به‌عنوان شاهد می‌آورند. پس از آن‌که شبح دوباره ظاهر می‌شود، سه نفر عهد می‌بندند که این ماجرا را به هملت بگویند.
روز بعد، در حالی که شاه کلادیوس و ملکه گرترود در حال رسیدگی به امور کشور با پولونیوس، مشاور سالخوردهٔ خود هستند، هملت با حالتی غمگین آن‌ها را می‌نگرد. کلادیوس اجازهٔ بازگشت لائرت، پسر پولونیوس، به فرانسه را می‌دهد و سفیرانی را برای رساندن پیام به شاه نروژ دربارهٔ فورتینبراس می‌فرستد. او همچنین هملت را به خاطر ادامهٔ عزاداری نکوهش کرده و از بازگشتش به ویتِنبرگ جلوگیری می‌کند. پس از پایان جلسه، هملت از مرگ پدر و ازدواج شتاب‌زدهٔ مادرش دچار یأس می‌شود. با شنیدن خبر شبح از هوراشیو، تصمیم می‌گیرد خود او را ببیند.
لائرت پیش از رفتن به فرانسه، از خواهرش اوفلیا می‌خواهد از جلب توجه هملت خودداری کند و پولونیوس نیز دستور می‌دهد عشق او را رد کند. آن شب، شبح نزد هملت ظاهر شده، می‌گوید که کلادیوس او را کشته و خواستار انتقام می‌شود. هملت می‌پذیرد و شبح ناپدید می‌شود. او تصمیم می‌گیرد وانمود کند دیوانه شده و از هوراشیو و نگهبانان می‌خواهد این راز را پنهان کنند.
به‌زودی، اوفلیا به پدرش می‌گوید که هملت شب قبل با ظاهری آشفته به دیدارش آمده است. پولونیوس این رفتار را به عشق نسبت داده و تصمیم می‌گیرد موضوع را به شاه و ملکه بگوید. هم‌زمان، روزنکرانتس و گیلدنسترن، دو هم‌درس قدیمی هملت، برای کشف علت رفتار او به کاخ می‌آیند. از نروژ نیز خبر می‌رسد که شاه نروژ، فورتینبراس را از حمله به دانمارک منع کرده و نیروهایش را به سمت لهستان می‌فرستد.
پولونیوس با هملت صحبت کرده و هملت در ظاهر دیوانگی نشان می‌دهد. سپس با روزنکرانتس و گیلدنسترن روبه‌رو می‌شود و درمی‌یابد که آن‌ها جاسوس‌اند. وقتی گروهی بازیگر به قصر می‌آیند، هملت از آن‌ها می‌خواهد نمایشی را که شبیه قتل پدرش است، اجرا کنند تا واکنش کلادیوس را بسنجد. در اجرای نمایش، وقتی صحنهٔ ریختن زهر در گوش شاه بازآفرینی می‌شود، کلادیوس هراسان سالن را ترک می‌کند و هملت مطمئن می‌شود که او گناهکار است.
گرترود هملت را به اتاقش می‌خواند. پیش از آن، کلادیوس با خود از دشواری توبه می‌گوید. هملت که در راه اتاق مادر است، او را در حال دعا می‌بیند اما از کشتنش منصرف می‌شود. در اتاق ملکه، هنگام مشاجره، هملت به‌گمان این‌که کلادیوس پشت پرده پنهان است، ضربه می‌زند و پولونیوس را می‌کشد. شبح دوباره ظاهر می‌شود و او را به تأخیر در انتقام سرزنش می‌کند. گرترود که شبح را نمی‌بیند، این رفتار را نشانهٔ دیوانگی می‌داند.
کلادیوس برای حفظ جانش، هملت را با نامه‌ای محرمانه برای اعدام نزد پادشاه انگلستان می‌فرستد. اوفلیا بر اثر غم مرگ پدر، دیوانه می‌شود و غرق می‌گردد. لائرت از فرانسه بازمی‌گردد و کلادیوس او را علیه هملت می‌شوراند. قرار می‌شود در مسابقهٔ شمشیربازی، لائرت با شمشیر زهرآلود او را بکشد و اگر شکست خورد، شراب زهرآلود به او بدهند.
هملت که در مسیر انگلستان کشتی‌اش هدف دزدان دریایی قرار گرفته بود، با آن‌ها معامله کرده و بازمی‌گردد. در مراسم تدفین اوفلیا، هملت و لائرت در کنار قبر با هم درگیر می‌شوند. پس از آن، اوزریک، درباری متظاهر، پیام مسابقه را به هملت می‌دهد و او می‌پذیرد.
در مسابقه، هملت پیش می‌افتد. گرترود برای او جام شراب زهرآلود را می‌نوشد و می‌میرد. لائرت هملت را با شمشیر زهرآلود زخمی می‌کند اما در زد و خورد، هر دو مجروح می‌شوند. لائرت در دم آخر، حقیقت را می‌گوید و هملت کلادیوس را می‌کشد. هملت که رو به مرگ است، فورتینبراس را جانشین خود می‌خواند. هوراشیو می‌خواهد با جام زهر خودکشی کند اما هملت او را به زنده ماندن و گفتن داستان وامی‌دارد. هملت با جملهٔ «باقی سکوت است» می‌میرد. فورتینبراس با دیدن خاندان سلطنتی مرده، تاج را می‌گیرد و فرمان می‌دهد هملت را با تشریفات نظامی به خاک بسپارند.

## جوایز
این فیلم کاندیدای ۴ اسکار (کاندیدای اسکار بهترین موسیقی-کاندیدای اسکار بهترین طراحی هنری-کاندیدای اسکار بهترین طراحی لباس-کاندیدای اسکار بهترین فیلمنامه اقتباسی) در سال ۱۹۹۷ شد.

## بازیگران
- کنت برانا
- کیت وینسلت
- جولی کریستی
- بیلی کریستال
- ژرار دوپاردیو
- چارلتون هستون
- درک جاکوبی
- جک لمون
- روفوس سوئل
- رابین ویلیامز
- سایمون راسل بیل